# Mesoclemmys raniceps
Mesoclemmys raniceps is een schildpad uit de familie slangenhalsschildpadden (Chelidae).

## Naam en indeling
De wetenschappelijke naam van de soort werd voor het eerst voorgesteld door John Edward Gray in 1855. Oorspronkelijk werd de wetenschappelijke naam Hydraspis raniceps gebruikt. De schildpad is onder verschillende namen beschreven, zoals Hydraspis raniceps, Batrachemys raniceps en Phrynops raniceps. Daarnaast werd de schildpad lange tijd beschouwd als een ondersoort van de gewone kikkerkopschildpad (Mesoclemmys nasuta).
Mesoclemmys heliostemma, die in 2001 werd beschreven door William Patrick McCord, Mehdi Joseph-Ouni en William W. Lamar, werd enige tijd als een aparte soort kikkerkopschildpad beschouwd. In 2009 echter toonde een grep van biologen onder leiding van Fábio Cunha aan dat uit de eieren van Mesoclemmys raniceps ook 'exemplaren' van Mesoclemmys heliostemma ter wereld kwamen. Beide soorten bleken kleurvarianten te zijn van dezelfde soort en sindsdien wordt Mesoclemmys heliostemma niet meer als zodanig erkend.
De soortnaam raniceps is afgeleid van rana = kikker en ceps = kop.

## Uiterlijke kenmerken
Mesoclemmys raniceps bereikt een rugschildlengte van ongeveer 25 tot 32 centimeter. Het rugschild heeft een donkergrijze tot zwarte kleur en is relatief plat in vergelijking met verwante soorten, vooral aan de voorzijde. Een lengtekiel op het midden van het schild ontbreekt. De middelste drie (van de vijf) wervelschilden hebben een ondiepe groef in het midden. Het buikschild is relatief groot en is meestal lichtgeel van kleur met donkere vlekken, met name aan de achterzijde. De vlekken worden groter naarmate het dier ouder wordt. Aan de achterzijde van het buikschild is een inkeping aanwezig. De plastronformule is als volgt: fem > intergul > abd > pect >< hum > an > gul. Het tussenkeelschild is dusdanig breed dat de keelschilden elkaar niet raken.
De schildkleur is bruin tot groen, de kop en ledematen zijn donkergrijs van kleur. De schildpad heeft een opvallend dikke en brede kop, met name de kaakspieren achter de ogen zijn opvallend goed ontwikkeld. De ogen zijn relatief ver aan de bovenzijde van de kop geplaatst en hebben een donkere kleur. De snuitpunt is spits, de kop heeft een grijze tot zwarte kleur met twee donkere lengtestrepen van de snuitpunt tot het trommelvlies. Onder de kin zijn twee kleine, geel gekleurde baarddraden aanwezig. Aan de bovenzijde van de nek bevinden zich kleine, stompe uitsteekseltjes.

## Levenswijze
Op het menu staat voornamelijk dierlijk materiaal maar over de voedselgewoonten is nog weinig bekend. De vrouwtjes zetten voor zover bekend zes tot acht eieren af in een ondiepe kuil. De juvenielen hebben een schildlengte van bijna zes centimeter als ze uit het ei kruipen. Ze hebben een lichtere schildkleur dan de volwassen exemplaren.

## Verspreiding en habitat
Mesoclemmys raniceps komt voor in delen van Midden- en Zuid-Amerika. De schildpad leeft in de landen Colombia, Peru, Bolivia, Brazilië en Ecuador. De habitat bestaat uit bosvennen, kleine stroompjes en moerassen met een zachte bodem.

## Bedreigingen
Door de internationale natuurbeschermingsorganisatie IUCN is er geen beschermingsstatus toegewezen. De schildpad wordt waarschijnlijk gevangen voor consumptie dor de lokale bevolking. Uit Peru zijn waarnemingen bekend van mensen die de juveniele dieren bereiden en met schild en al opeten.